# 山本鉱太郎
山本 鉱太郎（やまもと こうたろう、1929年9月15日 - ）は東京都江東区深川木場出身の旅行作家、劇作家。現在千葉県流山市在住。栃木県立足利高等学校、群馬大学卒。旅行をテーマにした作品の小説が多い。日本旅のペンクラブ代表。

## 来歴
- 1929年9月15日　東京都江東区深川木場に生まれる。父は材木商。4人兄弟の長男。
- 1936年　江東区立明治小学校入学。
- 1943年　東京都立第七中学校入学（現東京都立墨田川高等学校）。
- 1945年3月10日　B-29による東京大空襲で戦災に遭い、九死に一生の体験。一家は親戚を頼って栃木県足利市に疎開する。
- 1945年9月　栃木県立足利中学校に編入入学。母の闘病生活始まる。
- 1948年4月　官立桐生工業専門学校応用化学科入学。桐生の寮に下宿。
- 1949年　群馬大学工学部応用化学科に入学。学習塾を開いたり、ユネスコ運動をしたりして充実した学生生活を送る。
- 1953年　群馬大学を卒業。父の家業を継がず、昭和30年頃より放送作家となる。しばらくは江東区深川平野1丁目の焼跡に建っていたバラック住宅に家族と住み、やがて新築。
- 1956年   放送作家を志して神谷町の日本芸術学院脚本科に入学。そこで放送作家の北上健氏の知遇を得てニッポン放送の番組をいくつか担当。クイズや演芸、バラエティ、ドラマなどで活躍。
- 1958年10月　劇団四季演出部に入る。入団後はフランス演劇を勉強。
- 1962年4月8日　厚生省に勤めていた坪井啓子と結婚し、横浜市日吉に新居を構える。電通のPR誌を編集しながら、全国を取材してまわる。
- 1967年1月　日本交通公社発行の月刊誌「旅」で、紀行文学賞受賞。選者は水上勉、安岡章太郎、小松伸六、岡田喜秋。「秘湯今神温泉」。
- 1968年8月　旅行作家の会を結成して、紀行文学の隆盛をはかる。
- 1974年3月　日吉より千葉県流山に転居。
- 1978年11月　流山市博物館友の会を結成して、ふるさと運動を始める。
- 1987年10月　手賀沼汚染ワーストワンをなんとかしようと反公害オペラ「手賀沼讃歌」を書いて公演し、朝日新聞の「天声人語」で取り上げられる。その後再演。
- 1985年4月　国際観光専門学校の講師となり、「日本旅の文化史」と「日本観光地理」を授業。
- 1994年10月　NHK文化センターの講師となり、「紀行文の書き方と名作鑑賞」などを授業。また日本各地で講演、シンポジウムを開く。
- 2006年4月　朝日カルチャーセンター「松尾芭蕉と奥の細道」講師。
- 2007年11月　日本の旅ペンクラブ代表会員(会長)に就任。
- 2008年     県立流山おおたかの森高校と県立印旛明誠高校の校歌を作詞。
- 2011年4月　たけしま出版より「深川木場物語」を出版。
- 2012年6月　日本水大賞受賞、読売新聞社賞。
- 2021年4月　柏の大洞院ギャラリーで「山本鉱太郎展」開催。現在に至る。

2005年12月、社会教育功労者として文部科学大臣より表彰される。日本ペンクラブ、日本推理作家協会、旅行記者クラブ、日本旅のぺンクラブ、旅行作家の会会員。趣味はカメラ、郷土玩具収集、料理、水泳、ハーモニカ、スケッチ。いまも年間100日は国内外の旅を続けている。

## 著書
- 『江戸川図志』（2001/6/30 崙書房出版）
- 『房総の街道繁盛記』（1999/8/10 崙書房出版）
- 『旧水戸街道繁盛記（上、下）』(1994/10/10 崙書房出版）
- 『新・利根川図志（上、下）』（1998/3/3 崙書房出版）
- 『川蒸気通運丸物語』 （1980/11/30 崙書房出版）
- 『復刻鉄道唱歌（東北 常磐 房総線）』（1983/10/20 崙書房出版）
- 『日本列島なぞふしぎ旅（全7巻）東北北海道編、関東編、中部東海編、北陸甲信越編、関西編、中国四国編、九州沖縄編』（1992/5～1994/4 新人物往来社）
- 『奥の細道なぞふしぎ旅（上、下）」（1996/10/15 新人物往来社）
- 『温泉大百科（上、中、下）』（1988 ぎょうせい）
- 『東京たべあるき地図』（1982 昭文社）
- 『ブルーガイドパック 東京下町』（1997 実業之日本社）
- 『郷土玩具の旅 東日本編』（1977 保育社）
- 『郷土玩具の旅 西日本編』（1977 保育社）
- 『日本の「富士」たち』（1992 講談社）
- 『九州謎とき旅』（2000　廣済堂出版）
- 『秘境のいで湯』（1974 島村出版）
- 『温泉療養案内』（1979 実業之日本社）
- 『東京 山手ぶらり散歩』（1985 保育社）
- 『東京 下町ぶらり散歩』（1984 保育社）
- 『土鈴収集の旅』（1978 保育社）
- 『民芸の里・郷土玩具の町』（1980 実業之日本社）
- 『病気別・全国療養温泉ガイド』（大島良雄との共著）（1968 実業之日本社）

## 劇作
- 『青年たちの運河』（芝居） 1985/3/31
- 『名人　関根金次郎の生涯』（芝居） 1988/11/20
- 『智恵子抄』（オペラ） 1989/10/6
- 『手賀沼讃歌』（オペラ） 1992/10/11
- 『山林鉄道』（芝居） 2000/4/14
- 『こんぶくろ池のうなぎ姫』（ミュージカル） 2000/11/15